# Stenkorset i Mästerby

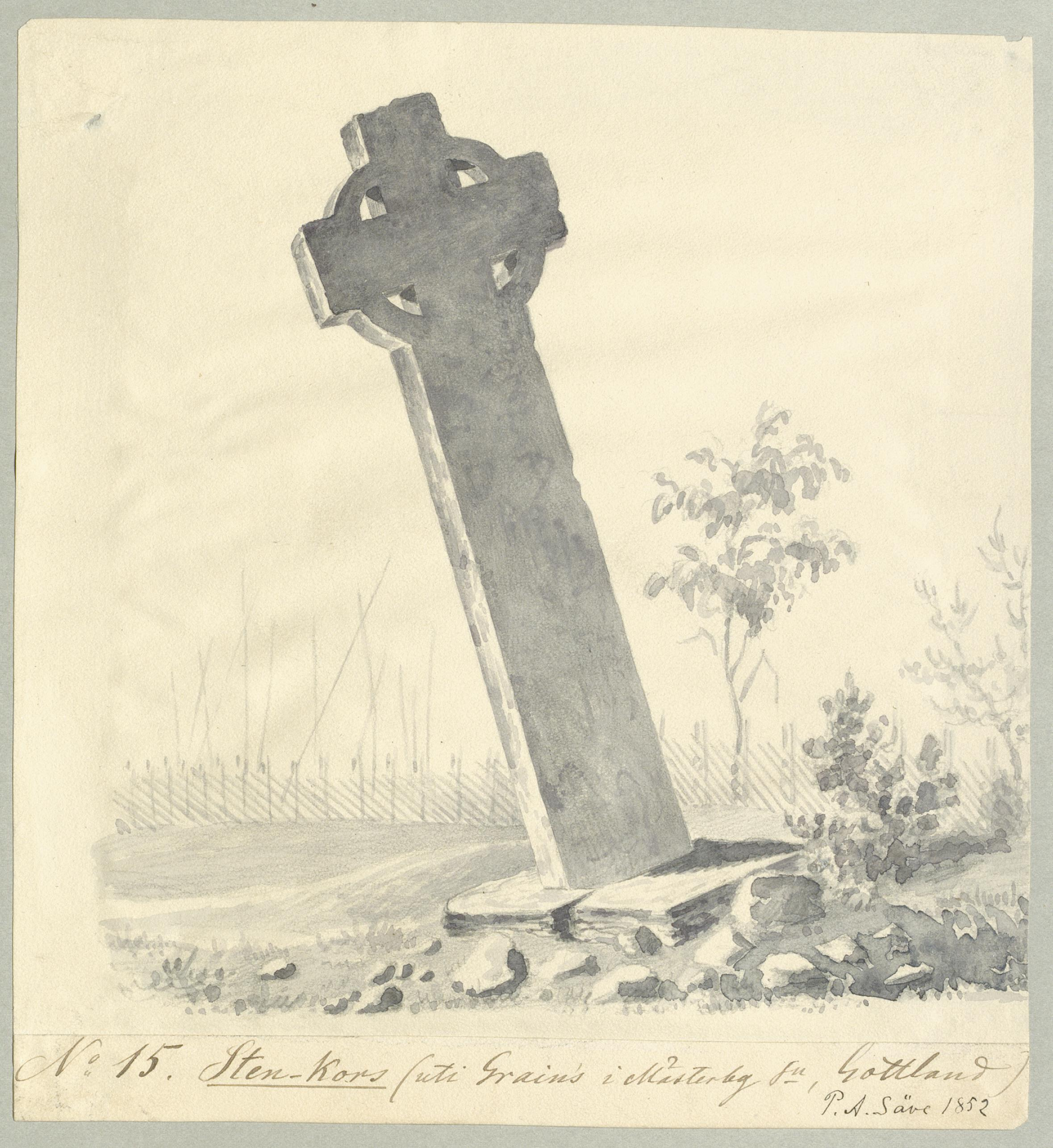
Teckning av Pehr Arvid Säve 1852.

Det gotländska Stenkorset i Mästerby, som restes efter strider med danskarna 1361 i Slaget vid Mästerby, är ett ringkors. 
En tid efter slaget restes ett minneskors vid Grens gård 800 meter söder om kyrkan, det så kallade "Grenskorset" eller "Ringkorset", till minne av dem som dog i slaget vid Mästerby.

## Inskription[1]
Vid undersökningar 2010 hittade man inskriptioner på korset, och man kunde i släpljus få fram följande;
Anno Domini MCCCLXI...Iacobi...
Detta kan översättas såsom: I Herrens år 1361...Jacobs...
Tolkningen man har av detta är att stenkorset alltså minner om slaget som stod 1361, och troligen på Sankt Jakobs dag som är den 25 juli.